# 老撾性交易產業
賣淫在老撾被視為犯罪活動，可能會被起訴，與鄰國泰國相比，賣淫在老撾較為少見:135。雖然也有少量街頭賣淫，但多數是在主要城市的酒吧和俱樂部進行。聯合國愛滋病聯合規劃署估計該國有13,400名妓女，妓女主要來自貧窮的老族農村家庭和該國的少數民族。除此之外，老撾還有許多來自中國和越南的妓女，此外一些老撾婦女亦於泰國從事性工作，因而被視作中南半島的其中一個妓女來源國。
老撾的許多女性性工作者面臨高風險的性病傳播感染，由於對性行為和婚前性行為的文化敏感性，他們往往不能得到妥善的治療。

## 歷史
1893年老撾保護國的成立導致一定數量的法國公務員遷至當地，他們在該國尋找“當地妻子”。第一次印度支那戰爭和越戰期間，隨著外國軍隊進駐老撾，賣淫也有所增加，妓女主要來自泰國，在首都萬象的夜總會和酒吧工作。在20世紀60至70年代，老撾亦有參與越戰，導致萬象以其妓院和十八招而聞名。早在20世紀50年代，老撾王國政府早已將賣淫視為一種社會罪惡而加以勸阻:154。老撾人民民主共和國於1975年成立後，賣淫亦被視為犯罪，妓院因被憲法明文禁止而一度絕跡。妓女最初被關押在名為don nang（意為「婦女島」）的改造營，但後來被全數釋放。。在20世紀90年代，老撾的旅遊業和夜總會再次興起，賣淫業隨之復甦。

## 原因
老撾的貧困是該國賣淫現象增加的原因，鄰國泰國的性產業吸引了來自老撾的性工作者。到2011年，老撾農村社會經濟狀況發生變化導致克木族婦女逐漸主導老撾的性行業。2012年發表的研究表明，性工作者認為這個職業“與其他工作相比，是一個容易和良好的收入來源”。 他們還表示，它有“適合低學歷人士的優勢，因為在酒吧工作不需要正式的培訓或技能，很快就能學會”。

## 用於賣淫的地點
老撾法律上禁止經營妓院。老撾的女性性工作者經常在娛樂場所如啤酒吧，“飲料店”，卡拉OK酒吧，夜總會，賓館和餐館擔任女招待。他們提供啤酒和小吃，提供交談以及性服務。嫖客有時在這些地方尋找對象。在賓館，酒店或客戶的房間提供性服務，這些服務通常附屬於娛樂場所或位於偏遠地區。位於博胶省的金三角經濟特區被稱為“賭博，賣淫和非法貿易的聖地”。

## 性健康
2011年發表的女性性工作者的研究表明，雖然99％的人報稱使用安全套，但有26％的人曾進行過墮胎。在過去6個月懷孕的人中，有89.4％曾進行過墮胎。在老撾墮胎不僅是非法的，而且通常由未經訓練的從業員在不安全的條件下進行。2016年，只有42％的新生兒由熟練的衛生專業人員接生。老撾政府於2005年實施了一項“國家戰略和行動計劃”，旨在提升國民獲得治療和護理的機會。主要目標群體包括女性性工作者、流動人口和吸毒者。然而，由於老撾的性病感染治療服務質素相對有限，該計劃成效甚微。

## 文化問題
由於保守的文化和對性的敏感態度，老撾對艾滋病/艾滋病毒和性病傳播感染的信息和治療仍然有限。許多人報告指由於婚前性行為的社會歧視和“臨床醫生對‘骯髒疾病’的負面態度”而害怕前往醫療機構接受治療。老撾普遍缺乏關於生殖系統疾病的知識。雖然廣播和電視等主要信息來源均會進行宣傳，但農村地區獲取信息的難度相當大。一項研究表明，避孕信息和服務的提供者受老撾法律規範，加之婚前性行為不被認同，令尋求避孕服務的婦女憂慮遭受輿論壓力而拒絕主動求診。

## 艾滋病
2004年，據估計，老撾的女性性工作者中有0.8％至4.2％感染了艾滋病毒/艾滋病。2015年，老撾總人口的艾滋病毒感染率為0.2％，新感染人數為1,096人，艾滋病相關死亡人數為128人。2016年，估計有4,900名15歲及以上的女性感染艾滋病毒。

## 人口販賣
老撾的人口販賣活動近年轉趨猖獗，偏遠省份的販運者經常誘使熟人和親屬以鄰國具有合法工作機會等理由矇騙受害者，並將其販運到目的地國家（通常是泰國）以及越南，馬來西亞，中國，台灣和日本遭受性剝削。有些人在經紀人的協助下收費，而其他人則使用有效的旅行證件獨立通過老撾23個官方過境關卡，或以該國50個非官方和不經常監測的過境點穩定流動，從而在不受監測的情況下自由出入國境。
在泰國的商業性行業中，大量受害者，特別是婦女和女童受到剝削。來自老撾的一些婦女和女孩在中國作為新娘出售並進行性交易。據報導，一些地方官員通過收受賄款來協助女童移民到中國，從而助長人口販運活動。
由於缺乏監管，老撾是鄰國，特別是在泰國進行性交易的越南和中國婦女、女孩的中轉國。一部分人也會在老撾境內進行性交易。
美國國務院監測和打擊販運人口辦公室將老撾列為“三級”國家。

## 克木族與商業性行為
克木族是北部少數民族，主要居住在老撾湄公河上游的偏遠山區。他們是僅次於老龍族的第二大族群，佔全國712萬人口的10％以上。老撾北部有大量的克木族婦女參與商業性行業。由於那裡的生活條件極差，這些婦女中的許多人自願離開原居地。克木族婦女大多遷移到湄公河上游的邊境地區，那裡有更多的基礎設施和工作機會，包括酒吧，餐館和賭場。此外，賭場和當地商業性場所的中國性工作者越來越多地接待流動的工人和賭徒。同時，為了吸取資金作經營，中國賭場經理透過於鄰近村莊舉辦選美比賽來推廣“民族旅遊”。